# 乐实
乐实（13世纪—1311年），元朝大臣，高丽人，寄居莱州（今山东省莱州市），元武宗时尚书省左丞相。
元世祖至元年间，担任山东宣慰使，他和姚演开胶莱海道，主持江南粮米北运。当时，粮船多遇风暴飘覆，他硬责问承运漕卒赔偿，以毒刑拷打，导致很多人自杀。至元二十九年（1292年），因为山东东西道廉访司弹劾他盗库钞、受赃，于是被解职。元武宗至大二年（1309年），因为当时钞法大坏，乐实进言更改钞法，更改新钞形式进上。他和保八建议设立尚书省，受到重用，拜为尚书省平章政事。奏准让江南富户一年收粮超过五万石以上的，每石输二升给官府，以一子为质入军。至大三年（1310年），拜为尚书左丞相、驸马都尉，封为齐国公。至大四年（1311年），元武宗驾崩，元仁宗即位，罢黜尚书省，他和脱虎脱、王罴、保八一同被处死。